# Clavulina limosa
Clavulina limosa é uma espécie de fungo pertencente à família Clavulinaceae.